# 田井勝馬
田井 勝馬（たい かつま、1962年 - ）は、日本の建築家。香川県生まれ。

## 経歴
- 1984年　日本大学理工学部建築学科卒業。
- 1984年　戸田建設株式会社本社設計統轄部。
- 1995年　田井勝馬建築設計工房 設立。
- 2001年　戸田建設株式会社 退社。
- 2001年　田井勝馬建築設計工房を有限会社化。
- 2005から2010年　日本大学理工学部建築学科 非常勤講師
- 2008年　田井勝馬建築設計工房を株式会社化。
- 2015年から　日本大学理工学部建築学科 非常勤講師
- 2018年から　日本建築家協会 JIA神奈川 副代表

現在、田井勝馬建築設計工房主宰。

## その他
- 学生時代から建築デザイン分野で受賞歴がある。

## 主な作品
- 1996年　｢白楽の家｣
- 1998年　「池貝本社社屋」
- 2000年　「日本橋割烹ゆかり」
- 2003年　「コートデコ尾山台集合住宅」
- 2008年　「保土ヶ谷の家」
- 2008年　「反町の家」
- 2014年　「横浜 篠原台の二世帯住宅」
- 2015年　「代沢医院併用住宅」
- 2017年　「鎌倉腰越の家」
- 2018年　「富津リゾート・ケープショア・ガーデン大貫ヴィラ」

## 受賞
- 第41回 神奈川建築コンクール奨励賞
- 第24回 東京建築賞建築作品コンクール 最優秀賞
- 第25回 東京建築賞建築作品コンクール 奨励賞
- 第7回 都市住宅プロポーザルコンペ 最優秀賞
- 第9回 DANTO TILE DESIGN CONTEST 優秀賞
- 第53回 神奈川建築コンクール 住宅部門 奨励賞
- 第2回 ファンタスティックオーダーキッチングランプリ2014 モダンリビング賞
- 第11回 モダンリビング大賞 モノトーンキッチンの家賞
- 第61回 神奈川建築コンクール 住宅部門 優秀賞
- 第24回 千葉県建築文化賞 優秀賞